# Pablo Azócar
Pablo Azócar (San Fernando, 1959) es un escritor chileno.

## Biografía
Estudió periodismo y se graduó en la Universidad de Chile en 1981. En sus comienzos, escribió para las revistas Hoy y Apsi. Poco tiempo después partió a Europa como corresponsal de un semanario santiaguino y se instaló en el Viejo Continente por varios años. Ha vivido en Italia, Francia, Costa Rica, Bélgica, España y Portugal, lugares en los que trabajó, entre otras cosas, como editor y corresponsal de la agencia de noticias Inter Press Service.
Como autor ha tenido una trayectoria poco común: triunfó con su primera novela, más tarde publicó otros tres libros y dejó de escribir por "casi una década y media", para volver a publicar después en otro género: la poesía.
En 1990 publicó su primera novela, Natalia –obra cuyo manuscrito "llegó a tener más de 600 páginas, escritas y reescritas durante casi una década"–, con la que obtuvo el Premio Municipal de Literatura de Santiago al año siguiente y gracias a la cual pasó a ser considerado parte de la llamada nueva narrativa chilena de los años noventa.
A fines de 1995 se estableció en la capital chilena, donde ha trabajado como guionista, traductor y periodista free-lance. 
Fue necesario esperar siete años para ver publicados los otros dos libros que había escrito fuera de Chile, en Tosa de Mar, España: en 1997 Alfaguara Chile editó su segunda novela, El señor que aparece de espaldas, y al año siguiente su libro de cuentos Vivir no es nada nuevo. 
En 1999, la editorial Cuarto Propio lanzó Pinochet. Epitafio para un tirano, célebre crónica periodística (investigativa y opinante) que –a partir de los acontecimientos de Londres, donde el dictador había sido detenido el año anterior– aborda la figura del general en un texto que bucea en sus problemas de infancia, su relación con ciertas mujeres claves, su obsesión por el orden, sus intentonas literarias, sus accidentados viajes y su participación –a último minuto– en el golpe militar del 11 de septiembre de 1973, como también su proceso de conversión en un regente omnímodo. Todo esto relatado por testigos de primera mano, exgenerales y funcionarios de su régimen que fueron revelando facetas insospechadas de su controvertida figura en esta crónica periodística. Azócar también analiza los años de transición —para entonces aún no concluida, en la opinión de muchos (y aún no comenzada, en la de otros)—, en los que Pinochet fue uno de los actores fundamentales. En este sentido, el autor acusa a los gobiernos de la transición chilena de haber legitimado políticamente al excomandante en jefe del Ejército. 
El mismo Azócar ha confesado que habría preferido no haberlo escrito. Lo explica así: "En esa época aún no existían The Clinic ni El Ciudadano, ni nada que se les parezca, y en los días inolvidables de Pinochet en Londres ese libro surgió como un imperativo ético, como una urgencia periodística. No es que descrea de todo lo que allí afirmo, pero me molestan la rotundidad de los planteamientos, la confusión de géneros, la falta de precisión. Preferiría no haberlo publicado".
Aunque El placer de los demás (2009) es el primer poemario que saca a luz, Azócar ha dicho que escribía poemas a los 20 años, pero que este género le "quedaba grande". Sobre su retorno a la poesía, señala: "Sinceramente, todavía no sé cuál fue el proceso, cómo 'apareció' o reapareció la poesía. Sí puedo decir que, aunque el libro fue escrito de manera súbita y con cierta rapidez, vino de un proceso interior lento, moroso, algo que se fue fraguando durante años. Hubo un momento en que supe que había algo que sólo podía ser expresado en poesía".
Sobre su largo periodo sin escribir, Azócar ha dicho: "Es el efecto Rip van Winkle: irse a dormir una noche y despertar veinte años después. Sucedió, básicamente, que comprendí que me aburría. Así de sencillo: me aburrí. Nada de lo que escribía me gustaba, se infiltraba impajaritablemente un tonillo nasal vicioso y desagradable. Apliqué, por lo tanto, el haiku 'si no tienes nada que decir, calla'. Eso sí: ni en los momentos más ásperos me abandonó el placer de leer, tal vez el único esencial y definitivo. Que los libros los hicieran, pues, los otros. El placer de los demás, a fin de cuentas".
Ha sido traducido a varios idiomas, entre ellos el francés, el portugués y el griego.
Tiene una hija llamada Isidora Azócar nacida en el año 2002.

## Obras
- Natalia, novela, Planeta, 1990 (reeditada por Cuarto Propio, 1999)
- El señor que aparece de espaldas, novela, Alfaguara, 1997
- Vivir no es nada nuevo, cuentos, Alfaguara, 1998
- Pinochet. Epitafio para un tirano, ensayo, editorial Cuarto Propio, 1999
- El placer de los demás, poesía, 2009
- “El silencio del mundo”, novela, 2022.

## Premios
- Premio Municipal de Literatura de Santiago 1990 por Natalia
- Premio Consejo Nacional del Libro y la Lectura 1999 por Vivir no es nada nuevo
- Premio Consejo Nacional del Libro y la Lectura 2008 a la mejor obra literaria de autores nacionales, categoría obra inédita, por El placer de los demás
- Premio Altazor de Poesía 2010 por El placer de los demás